# Saint-Martin-de-Blagny

Saint-Martin-de-Blagny este o comună în departamentul Calvados, Franța. În 1 ianuarie 2022 avea o populație de 120 de locuitori.